# Corycium
Corycium is een geslacht uit de orchideeënfamilie en de onderfamilie Orchidoideae.
Het geslacht telt veertien soorten, de meeste ervan endemisch in Zuid-Afrika, maar enkele komen tot in Centraal-Afrika voor.
De bloemen van dit geslacht zijn zeer atypisch voor orchideeën, zijn worden weleens omschreven als gelijkend op het snuit van een buldog.

## Naamgeving en etymologie
- Engels: "Small leather bag orchids" of "Monkshood orchids"

## Kenmerken
Corycium-soorten zijn terrestrische orchideeën. De bloemstengel staat rechtop en is dicht bebladerd. De bloeiwijze is een veelbloemige, langgerekte aar.
De bloemen zijn klein en bijna bolvormig, een atypische vorm voor orchideeën. Ze zijn dikwijls donker van kleur, bij enkele soorten zelfs zwart.
De lip heeft een zeer bijzondere vorm, met een opvallend vlezig aanhangsel. Het bovenste kelkblad of sepaal is smal en vormt samen met de bovenste kroonbladen of petalen een helm, terwijl de zijdelingse kelkbladen met elkaar vergroeid zijn. Het gynostemium is kort, het distale uiteinde in twee horizontale armen gedeeld, die de pollinia dragen.

## Habitaten verspreiding
Corycium-soorten komen voor in kleine tot grote groepen in fynbos, savanne en graslanden. De meeste soorten zijn algemeen, maar endemisch voor (beperkt tot) Zuid-Afrika. Slechts enkele soorten komen ook noordelijker voor, tot in Centraal-Afrika.
Een opvallende eigenschap is dat een aantal soorten pas bloeien na een bosbrand, als de omgeving zwart en kaal is. In combinatie met de donkere bloemkleur en het onopvallende, verwelkt uitzicht van de bloemen maakt dat de planten moeilijk zichtbaar en onaantrekkelijk voor grazende dieren. Deze combinatie van een aangepaste levenswijze en een visuele camouflage, die meer voorkomt bij dieren, wordt crypsis genoemd.

## Taxonomie
Corycium-soorten tonen veel gelijkenis met die van zustergeslacht Pterygodium, in zoverre ze tot enkele jaren terug allemaal tot dat geslacht werden gerekend.
Corycium telt 15 soorten.
- Corycium alticola Parkman & Schelpe (1982)
- Corycium bicolorum (Thunb.) Sw. (1800)
- Corycium bifidum Sond. (1846)
- Corycium carnosum (Lindl.) Rolfe (1913)
- Corycium crispum (Thunb.) Sw. (1800)
- Corycium deflexum (Bolus) Rolfe. (1800)
- Corycium dracomontanum Parkman & Schelpe (1982)
- Corycium excisum Lindl. (1839)
- Corycium flanaganii (Bolus) Kurzweil & H.P.Linder (1991)
- Corycium ingeanum E.G.H.Oliv. (1986)
- Corycium microglossum Lindl. (1839)
- Corycium nigrescens Sond. (1846)
- Corycium orobanchoides (L.f.) Sw. (1800)
- Corycium tricuspidatum Bolus (1889)
- Corycium vestitum Sw. (1800)

Subtribus Brownleeinae · Geslacht: Brownleea 

Subtribus Coryciinae · Geslachten: Ceratandra · Corycium · Disperis · Evotella · Pterygodium 

Subtribus Disinae · Geslachten: Disa · Herschelia · Monadenia · Schizodium

Subtribus Huttonaeinae · Geslacht: Huttonaea 

Subtribus Satyriinae · Geslachten: Pachites · Satyridium · Satyrium